# Magnus hominess virtute metimur, non fortuna
 Magnus hominess virtute metimur, non fortuna лат. (изговор: магнус хоминес виртуте метимур, нон фортуна). Велике људе мјеримо врлином, а не срећом. (Корнелије Непот)

## Поријекло изреке
Ову изреку је изрекао велики римски полиограф и   енциклопедиста, у данашњем смислу  интелектуалац,  Корнелије Непот у првом вијеку нове ере.

## Тумачење
Изрека каже да смо велике и цијењене људе, оне које видимо испред свих, измјерили  количином врлине коју посједују, а никако срћним околностима или богатством .